# Monte Semeru
O Monte Semeru ou Gunung Semeru é o ponto mais alto da ilha de Java, na província de Java Oriental. Tem 3676 m de altitude e de proeminência, sendo a 44.ª montanha mais proeminente do mundo, e é um estratovulcão ativo: desde 1818 já registou 55 grandes erupções, enquanto que pequenas erupções são praticamente constantes, às vezes com intervalos de 10 minutos apenas.
O seu nome vem do mítico Monte Meru, montanha que na mitologia hindu é o eixo do mundo e morada dos deuses.

## Histórico de erupções
A história eruptiva de Semeru é extensa. Desde 1818, pelo menos 55 erupções foram registradas — 10 das quais resultaram em fatalidades —, consistindo em fluxos de lava e fluxos piroclásticos. Todas as erupções históricas tiveram um Índice de Explosividade Vulcânica (VEI) de 2 ou 3. Semeru esteve em um estado de erupção quase constante de 1967 até o presente. Às vezes, pequenas erupções acontecem a cada 20 minutos ou mais. Semeru é escalada regularmente por turistas, geralmente começando da vila de Ranu Pane ao norte, mas embora não seja técnico, pode ser perigoso. Soe Hok Gie, um ativista político indonésio dos anos 1960, morreu em 1969 por inalar gases venenosos durante uma caminhada no Monte Semeru. 
Semeru foi batizado com o nome de Sumeru, a montanha central do hinduísmo. Como afirma a lenda, foi transplantado da Índia; o conto está registrado no trabalho javanês oriental do século XV, Tantu Pagelaran. Ele foi originalmente colocado na parte oeste da ilha, mas isso fez com que a ilha tombasse, então foi movido para o leste. Nessa jornada, partes continuaram saindo da borda inferior, formando as montanhas Lawu, Wilis, Kelut, Kawi, Arjuno-Welirang. O dano assim causado ao sopé da montanha fez com que ela tremesse, e o topo se desprendeu e também criou monte Penanggungan. Os hindus indonésios também acreditam que a montanha é a morada de Shiva em Java.
Em 4 de dezembro de 2021, entrou em erupção pela segunda vez no ano — a primeira em janeiro de 2021 — e no dia seguinte tinha provocado 13 mortes.